# Treasured Soul
„Treasured Soul” – singel Michaela Calfana wydany 12 stycznia 2015 przez holenderską wytwórnię Spinnin’ Records. Utwór notowany był na listach przebojów we Francji, w Szwajcarii, Wielkiej Brytanii, Flandrii oraz w Walonii. Teledysk w serwisie YouTube został otworzony ponad 17 mln razy.

## Lista utworów
- Digital download[2]

1. „Treasured Soul” – 4:24

- Treasured Soul (Chocolate Puma Remix)[3]

1. „Treasured Soul” (Chocolate Puma Remix) – 5:30

- Treasured Soul (The Remixes)[4]

1. „Treasured Soul” (Kryder & Genairo Nvilla Remix) – 5:05
2. „Treasured Soul” (Amine Edge & DANCE Remix) – 5:54
3. „Treasured Soul” (Godford Remix) – 3:28

## Notowania na listach przebojów
| Lista                                   | Najwyższa pozycja |
| --------------------------------------- | ----------------- |
| Francja (Top 200 Singles)               | 101               |
| Belgia (Flandria) (Ultratop 50 Singles) | 31                |
| Belgia (Wallonia) (Ultratip 50 Singles) | 23                |
| Szwajcaria (Singles Top 100)            | 66                |
| Wielka Brytania (Singles Top 100)       | 17                |